# Xingyang (meteoryt)
Xingyang – meteoryt kamienny należący do chondrytów oliwinowo-bronzytowych H 6, spadły w 1977 roku w chińskiej prowincji  Henan.  Z miejsca upadku meteorytu pozyskano 75,5 kg materii meteorytowej.